# Masia de Pifanyo
La Masia de Pifanyo és una masia situada al sud del municipi de Penelles, a la comarca catalana de la Noguera. Està a una altitud de 247 metres.